# Agua Dulce, Huajuapan de León
Agua Dulce är en ort i Mexiko.   Den ligger i kommunen Heroica Ciudad de Huajuapan de León och delstaten Oaxaca, i den sydöstra delen av landet, 230 km sydost om huvudstaden Mexico City. Agua Dulce ligger 1 685 meter över havet och antalet invånare är 390.
Terrängen runt Agua Dulce är kuperad österut, men västerut är den platt. Runt Agua Dulce är det ganska glesbefolkat, med 24 invånare per kvadratkilometer. Närmaste större samhälle är Ciudad de Huajuapan de León, 3,4 km söder om Agua Dulce. I omgivningarna runt Agua Dulce växer huvudsakligen savannskog.